# Chapelle Saint-Julien de Saint-Marceau
La chapelle Saint-Julien est une chapelle catholique située à Saint-Marceau, en France.

## Localisation
La chapelle est située dans le département français de la Sarthe, sur la commune de Saint-Marceau, à l'ouest du bourg, dominant la Sarthe.

## Architecture
L'édifice est inscrit au titre des monuments historiques depuis le 25 mai 1976.